# 259 (číslo)
Dvě stě padesát devět je přirozené číslo, které následuje po čísle dvě stě padesát osm a předchází číslu dvě stě šedesát. Římskými číslicemi se zapisuje CCLIX a řeckými číslicemi σνθ.

## Matematika
259 je:
- Poloprvočíslo
- Nešťastné číslo
- Příznivé číslo

## Chemie
- 259 je nukleonové číslo třetího nejstabilnějšího izotopu mendelevia[1]

## Astronomie
- (259) Aletheia je planetka hlavního pásu, kterou objevil v roce 1886 Christian Heinrich Friedrich Peters

## Doprava
- Silnice II/259 je česká silnice II. třídy vedoucí na trase Katusice – Mšeno – Dubá[2]

## Ostatní
- +259 je mezinárodní telefonní předvolba Zanzibaru, které se však nepoužívá – používá se +255 (Tanzanie)

## Roky
- 259
- 259 př. n. l.